# Carl Frank (Orientalist)
Carl Frank (* 7. Februar 1881 in Nürnberg; † 2. November 1945 in Marburg) war ein deutscher Altorientalist.

## Leben
Nach der Promotion 1905 zum Dr. phil. an der Universität Leipzig in orientalischer Philologie und Geschichte und der Habilitation an der Universität Straßburg 1910 in Orientalistik, besonders Assyriologie, war er von 1916 bis 1918 außerordentlicher  Professor an der Universität Straßburg. Anschließend war er außerordentlicher Professor an der Universität Berlin und ab 1937 Professor für Assyriologie und Direktor des Orientalischen und Indogermanischen Seminars der Universität Marburg.

## Veröffentlichungen (Auswahl)
- Bilder und Symbole babylonisch-assyrischer Götter (Leipziger semitistische Studien 2,2). Leipzig: Hinrichs 1906.
- Babylonische Beschwörungsreliefs. Ein Beitrag zur Erklärung der sog. Hadesreliefs (Leipziger semitistische Studien 3,3). Leipzig: Hinrichs 1908, OCLC 602986130.
- Studien zur babylonischen Religion. Straßburg: Schlesier & Schweikhardt 1911, OCLC 64813388.
- Die sogenannten hettitischen Hieroglypheninschriften. Ein neuer Beitrag zu ihrer Entzifferung (Abhandlungen für die Kunde des Morgenlandes 16,3). Leipzig: Brockhaus 1923, OCLC 717448336.
- Studien zu den "hettitischen" Hieroglypheninschriften. Berlin 1924.
- Straßburger Keilschrifttexte in sumerischer und babylonischer Sprache (Schriften der Straßburger Wissenschaftlichen Gesellschaft in Heidelberg N.F. 9). Berlin 1928.
- Kultlieder aus dem Ischtar-Tamūz-Kreis. Leipzig: Harrassowitz 1939.
- Lamastu, Pazuzu und andere Dämonen: Ein Beitrag zur babylonisch-assyrischen Dämonologie (Mitteilungen der Altorientalischen Gesellschaft 14,2). Leipzig: Harrassowitz 1941.